# Discopeltis variabilis
Discopeltis variabilis är en skalbaggsart som beskrevs av Moser 1904. Discopeltis variabilis ingår i släktet Discopeltis och familjen Cetoniidae. Inga underarter finns listade i Catalogue of Life.